# Theodor Angheluță

Mormântul în Cimitirul Central (Hajongard) din Cluj-Napoca

Theodor Angheluță (n. 29 aprilie 1882, Adam, Galați – d. 30 mai 1964, Cluj-Napoca) a fost un matematician și profesor universitar român, membru de onoare al Academiei Române. A fost profesor la Universitatea din Cluj. Autor al unor importante lucrări privind teoria ecuațiilor integrale lineare și a ecuațiilor funcționale. Este cunoscut și prin cercetările sale asupra limitării modulelor rădăcinilor ecuațiilor algebrice.

## Biografie
S-a născut în satul Adam, Galați, ca fiu al unui țăran.
A efectuat studiile secundare la Bârlad, iar în perioada 1902 - 1905 urmează Facultatea de Științe din cadrul Universității din București.
În perioada 1909 - 1914 se specializează la Sorbona (unde îl are ca profesor pe Émile Picard) și își ia doctoratul la București în 1923, cu teza O clasă generală de polinoame trigonometrice și aproximațiunea cu care ele reprezintă o funcțiune continuă.
În același an, 1923, în care intră ca profesor titular la cursul de algebră superioară la  Universitatea din Cluj, funcție pe care o deține până la pensionare.
În 1948 este ales membru de onoare al Academiei Române.
A fost membru titular al Academiei de Științe din România începând cu 7 iunie 1943.
În 1963 primește titlul de Om de știință emerit.

## Contribuții
Theodor Angheluță are contribuții de seamă în domeniul teoriei funcțiilor, al ecuațiilor diferențiale și integrale, al ecuațiilor funcționale și algebrice. Un tip de ecuații funcționale îi poartă numele: "Ecuații funcționale Angheluță".
De asemenea, are contribuții în teoria seriilor trigonometrice.

## Decorații
- Semnul Onorific „Răsplata Muncii pentru 25 ani în Serviciul Statului” (13 octombrie 1941)[5]
- Ordinul Muncii clasa a II-a (14 septembrie 1953)[6]
- titlul de Om de Știință Emerit al Republicii Populare Romîne (31 decembrie 1962) „pentru activitate îndelungată, contribuție în dezvoltarea științei și merite deosebite în dezvoltarea învățământului superior”[7]

## Scrieri
Theodor Angheluță a scris peste 90 de lucrări originale, dintre care:
- 1940: Curs de algebră superioară (în două volume)
- 1926: Curs de mecanică rațională
- 1927: Aplicații de mecanică
- 1940: Curs de teoria funcțiilor de o variabilă complexă
- 1945: Funcții analitice.

Lucrările lui Angheluță au fost publicate sub titlul Opera matematică de către profesorul Dumitru Ionescu (Editura Academiei Române, 1970).